# Lagg (Jura)
Lagg ist eine kleine Siedlung auf der schottischen Hebrideninsel Jura und gehört administrativ somit zu der Council Area Argyll and Bute, und ist 14 km von Craighouse entfernt. Lagg kann von Leargybreck aus über eine einspurige Straße (A846) erreicht werden, die über Tarbert bis nach Lussagiven führt. Die Siedlung liegt an der Ostküste der Insel an den Ufern der gleichnamigen Lagg Bay. Lagg hatte im 19. Jahrhundert eine gewisse Bedeutung als Standort des Postamts von Jura (die Siedlung entwickelte sich hauptsächlich deshalb) sowie als Fährhafen für Vieh von Islay und Jura, das von dort 9 km über das Meer nach dem schottischen Festland (Keills in Knapdale) verschifft wurde. Im Jahr 1901 wurden ungefähr 2000–3000 Stück Vieh dorthin verladen. Die Fährverbindung ist heute eingestellt. Die Siedlung hatte einmal eine Kneipe.